# Pouteria jariensis
Pouteria jariensis är en tvåhjärtbladig växtart som beskrevs av João Murça Pires och Terence Dale Pennington. Pouteria jariensis ingår i släktet Pouteria och familjen Sapotaceae. Inga underarter finns listade i Catalogue of Life.